# بنتيوم 3
تشير العلامة التجارية بنتيوم 3  (التي تم تسويقها على أنها معالج انتل بنتيوم 3 ، بشكل غير رسمي PIII أو P3 ) إلى  ( وحدة معالجة مركزية ) خاصة بالحواسيب المكتبية والمحمولة من شركة إنتل بمعمارية 32 بت وإكس 86. طورت إستنادًا إلى بنية الجيل السادس من الهندسة المعمارية الدقيقة P6, التي تم تقديمها في 28 فبراير 1999. كانت المعالجات الأولية مشابهة جدًا لمعالجات بنتيوم 2 السابقة. كانت أبرز الاختلافات هي إضافة مجموعة تعليمات  (اس اس اي) (لتسريع حسابات النقطة العائمة والحسابات المتوازية), وإدخال رقم تسلسلي مثير للجدل مضمن في الشريحة أثناء التصنيع. بنتيوم 3 هو أيضًا معالج أحادي النواة.

## تنفيذ اس اس اي الخاص بـ بنتيوم 3

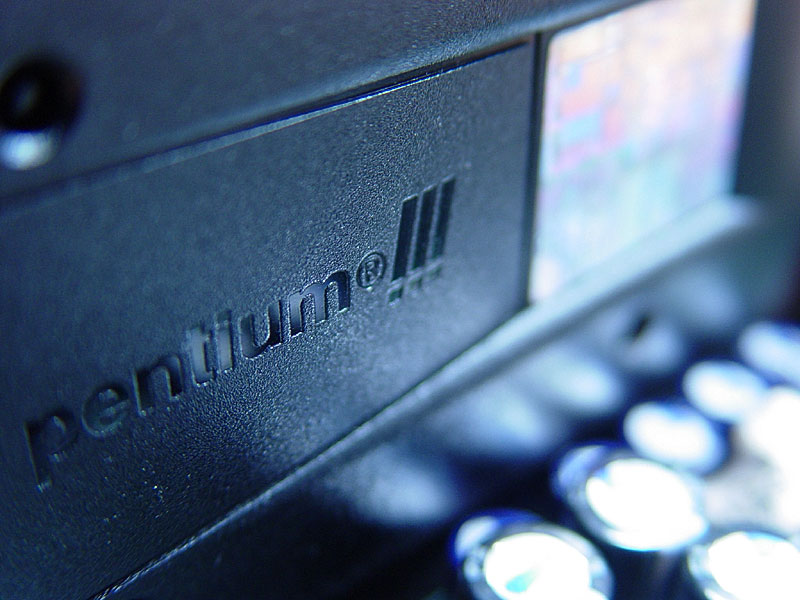
وحدة المعالجة المركزية سلوت 1 بنتيوم 3 مثبتة على اللوحة الأم

## أنوية المعالج
على غرار معالجات بنتيوم 2 الذي أُحل محله, كان بنتيوم 3 مصاحباً أيضًا بعلامة سيليرون التجارية للإصدارات المخفضة, ونسخ زيون المتطورة (الخادم ومحطة العمل). تم استبدال بنتيوم 3 في النهاية بواسطة بنتيوم 4 ، لكن نواة تالاتين الخاصة به كانت أيضًا أساسًا لوحدات المعالجة المركزية بنتيوم إم ، التي استخدمت العديد من الأفكار من الهندسة المعمارية الدقيقة P6. في وقت لاحق, كانت الهندسة المعمارية الدقيقة من بنتيوم إم لوحدات المعالجة المركزية التي تحمل علامة بنتيوم إم ، وليس نتبرست الموجودة في معالجات بنتيوم 4 ، هي التي شكلت الأساس لهندسة إنتل المصغرة ذات الكفاءة في استخدام الطاقة لوحدات المعالجة المركزية ذات العلامات التجارية إنتل كور 2 و بنتيوم ثنائي النواة و سيليرون و زيون.
| عائلة المعالجات بنتيوم 3     | عائلة المعالجات بنتيوم 3       | عائلة المعالجات بنتيوم 3          | عائلة المعالجات بنتيوم 3                        | عائلة المعالجات بنتيوم 3           |
| الشعار القياسي (1999-2003)   | شعار الجوال (2001-2003)        | سطح المكتب                        | سطح المكتب                                      | سطح المكتب                         |
| الشعار القياسي (1999-2003)   | شعار الجوال (2001-2003)        | رمز المسمى                        | جوهر                                            | تاريخ الاصدار                      |
| ---------------------------- | ------------------------------ | --------------------------------- | ----------------------------------------------- | ---------------------------------- |
| Pentium III logo (1999-2003) | Pentium III-M Logo (1999-2003) | كاتماي كوبرمين كوبرمين ت توالاتين | 250 نانومتر 180 نانومتر 180 نانومتر 130 نانومتر | فبراير 1999 أكتوبر 1999 يونيو 2001 |
| قائمة معالجات بنتيوم 3       |                                |                                   |                                                 |                                    |

## أنظر أيضا
- بنتيوم 4
- قائمة معالجات بنتيوم 3.
- قائمة معالجات سيليرون.

## روابط خارجية
- سرد مختلف تسميات نماذج PII و PIII و سيليرون الأبجدية الرقمية
- مقارنة بين معماريات الجيل السابع من وحدة المعالجة المركزية اكس86
- الأسئلة الشائعة حول انتل حول الرقم التسلسلي لمعالج بنتيوم3

أوراق بيانات إنتل
- بنتيوم الثالث (كاتماي)
- بنتيوم الثالث (كوبرمين)
- بنتيوم الثالث (توالاتين)

| سبقه | ' | تبعه |